# Suriname nos Jogos Olímpicos de Verão de 1996
Suriname participou dos Jogos Olímpicos de Verão de 1996 em Atlanta, Estados Unidos.